# Kożuun pij-chiemski
Kużuun pij-chiemski (ros. Пий-Хемский кожуун) – kożuun (jednostka podziału administracyjnego w Tuwie, odpowiadająca rejonowi w innych częściach Rosji) w środkowej części autonomicznej rosyjskiej republiki Tuwy.
Kużuun pij-chiemski zamieszkuje 11.054 mieszkańców (1 stycznia 2006 r.); nieco ponad połowę populacji (5.755 osób) stanowi ludność wiejska, jedynym miastem na obszarze tej jednostki podziału administracyjnego jest Turan, liczący 5.299 mieszkańców (2006 r.) Jest ośrodkiem administracyjnym tego kożuunu.